# Stagno Lombardo
Stagno Lombardo est une commune italienne de la province de Crémone, dans la région Lombardie.

## Administration
| Période                                  | Période | Identité | Étiquette | Qualité |
| ---------------------------------------- | ------- | -------- | --------- | ------- |
|                                          |         |          |           |         |
| Les données manquantes sont à compléter. |         |          |           |         |

### Hameaux
Brancere, Forcello, Straconcolo

### Communes limitrophes
Bonemerse, Castelvetro Piacentino, Crémone, Gerre de' Caprioli, Pieve d'Olmi, Polesine Zibello, Villanova sull'Arda